# Gmina Stari Grad
Gmina Stari Grad (boś. Općina Stari Grad) – gmina w Bośni i Hercegowinie, w kantonie sarajewskim. W 2013 roku liczyła 36 976 mieszkańców.